# تورپوینت
latitudeتورپوینتlongitudeتورپوینت
تورپوینت (به انگلیسی: Torpoint) یک شهرک در بریتانیا است که در انگلستان واقع شده‌است.

## خصوصیات
تورپوینت ۷٬۷۱۷ نفر جمعیت دارد.

## خواهرخوانده
شهر Bénodet خواهرخواندهٔ تورپوینت هست.